# セイヨウタンポポ
セイヨウタンポポ（西洋蒲公英、学名 Taraxacum officinale）は、キク科タンポポ属の多年草である。ヨーロッパ原産の帰化植物。環境省指定要注意外来生物。日本の侵略的外来種ワースト100に選定されている。日本の在来種とは外側の総苞の反る点が異なる。英語名からダンデライオン（英: Dandelion）ともよばれ、ショクヨウタンポポ（食用蒲公英）、クロックフラワーの別名もある。

## 分布
ヨーロッパまたは、北半球の温暖地域が原産といわれる。北アメリカ、南アメリカ、南アフリカ、オーストラリア、ニュージーランド、インド、日本全土に外来種として 移入分布する。
| 場所                 | 特徴                                                     |
| -------------------- | -------------------------------------------------------- |
| アスファルトのすき間 | 硬い地面でも根を張れるほど強く、都市部でよく見かけます。 |
| 公園・学校の校庭     | 子どもたちが遊ぶ場所の芝生や砂地にも生育します。         |
| 道路沿い・歩道       | 排気ガスや踏圧にも強く、コンクリートの隙間にも生えます。 |
| 住宅地の庭や植え込み | 種が飛んできて自然に根付くことが多いです。               |
| 空き地・空き家周辺   | 管理されていない場所では一面に広がることもあります。     |
| 農地の周辺・あぜ道   | 農作業の妨げになることもあり、雑草として扱われます。     |
| 山裾や低山地の草地   | 人里近くの自然環境にも侵出しています。                   |

## 形態
太い根茎があって、葉はすべて根元から放射状に出る。葉は鋸歯状や羽状に深裂するが、裂け方の具合は一定せず変化が大きい。花茎は中空で葉をつけず、頂部に鮮黄色の頭花を1個つける。
花期は春から夏、ときに秋まで咲き、あまり季節を問わず、黄色い舌状花を長い期間にわたって咲かせる。頭花の直径は3.5 - 4.5センチメートル (cm) 。萼のように見える部分（総苞片）が開花時に反り返ることで、花に沿って固く閉じる在来種とは区別できる。総苞は高さ2 cmで、外側の総苞片は色が薄く、蕾のときから下方に反り返る。内側の総苞片は濃緑色で直立する。共通して総苞片の先端には角状突起がない。花は天気が良いときに開く。花は舌状花だけからなり、日本在来種のタンポポよりも多く、重ねが厚い。
タンポポの特徴である綿毛（冠毛）は開花時からすでにあり、花が咲き終わってから花が閉じ、花茎がいったん倒れたときに長く成長する。綿毛の根元には刺状の突起が付いた褐色の果実がつく。果実（痩果）は長さ2.5 - 4ミリメートル (mm) で灰褐色から茶褐色をしている。果実についている突起は、果実が綿毛と一緒に風に乗って飛ばされて、地面に着地したときのブレーキの役目をするという説がある。

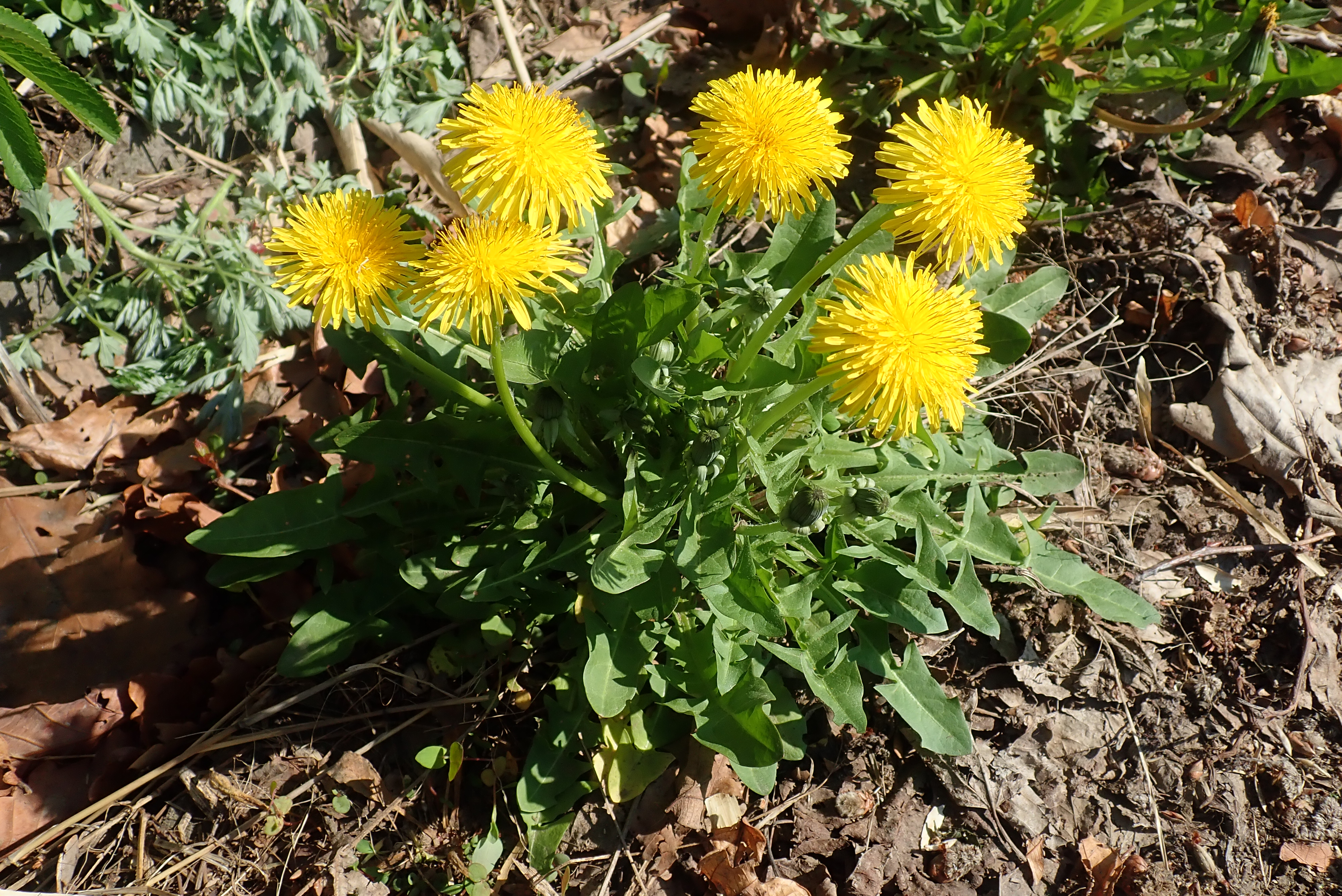
全草
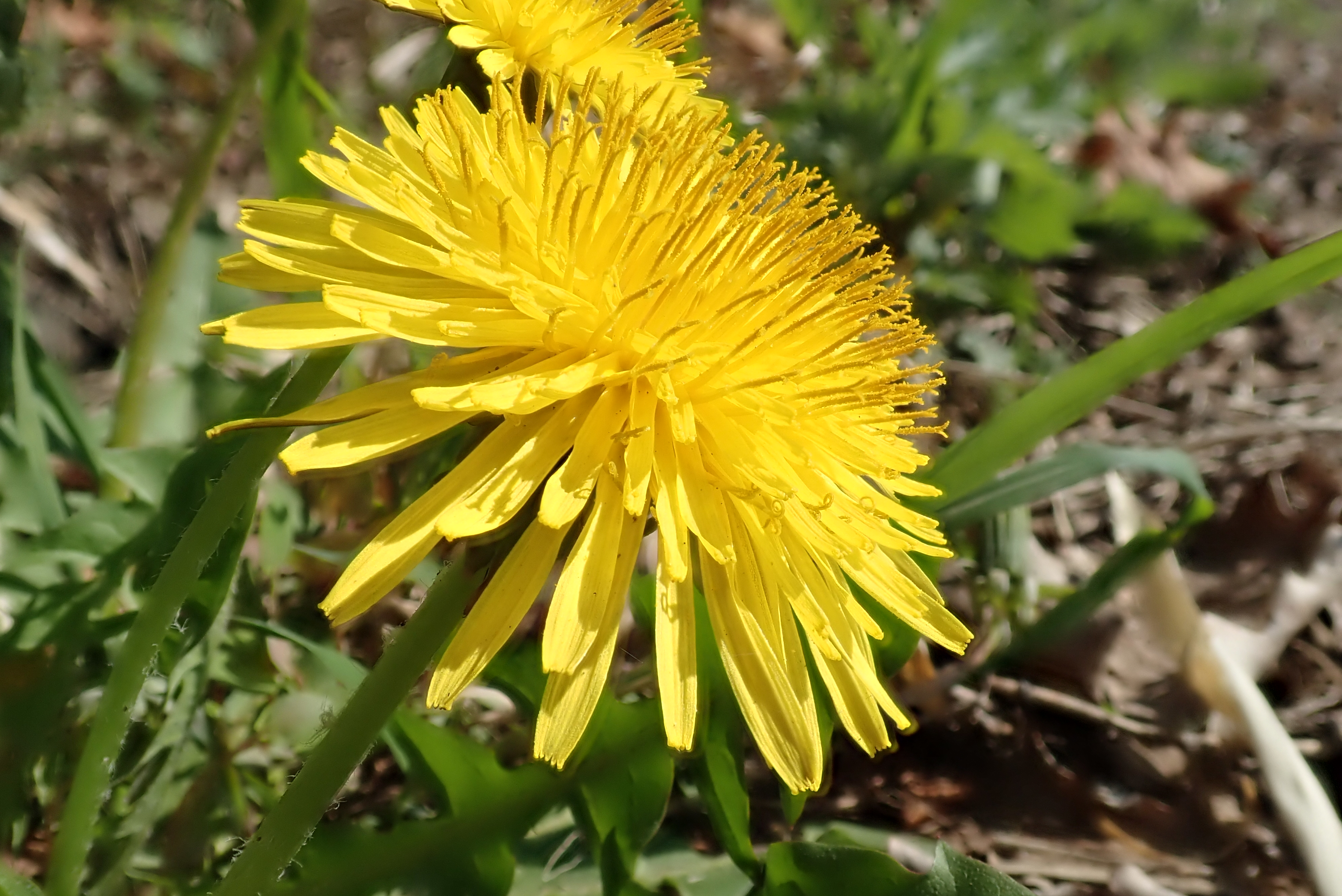
花
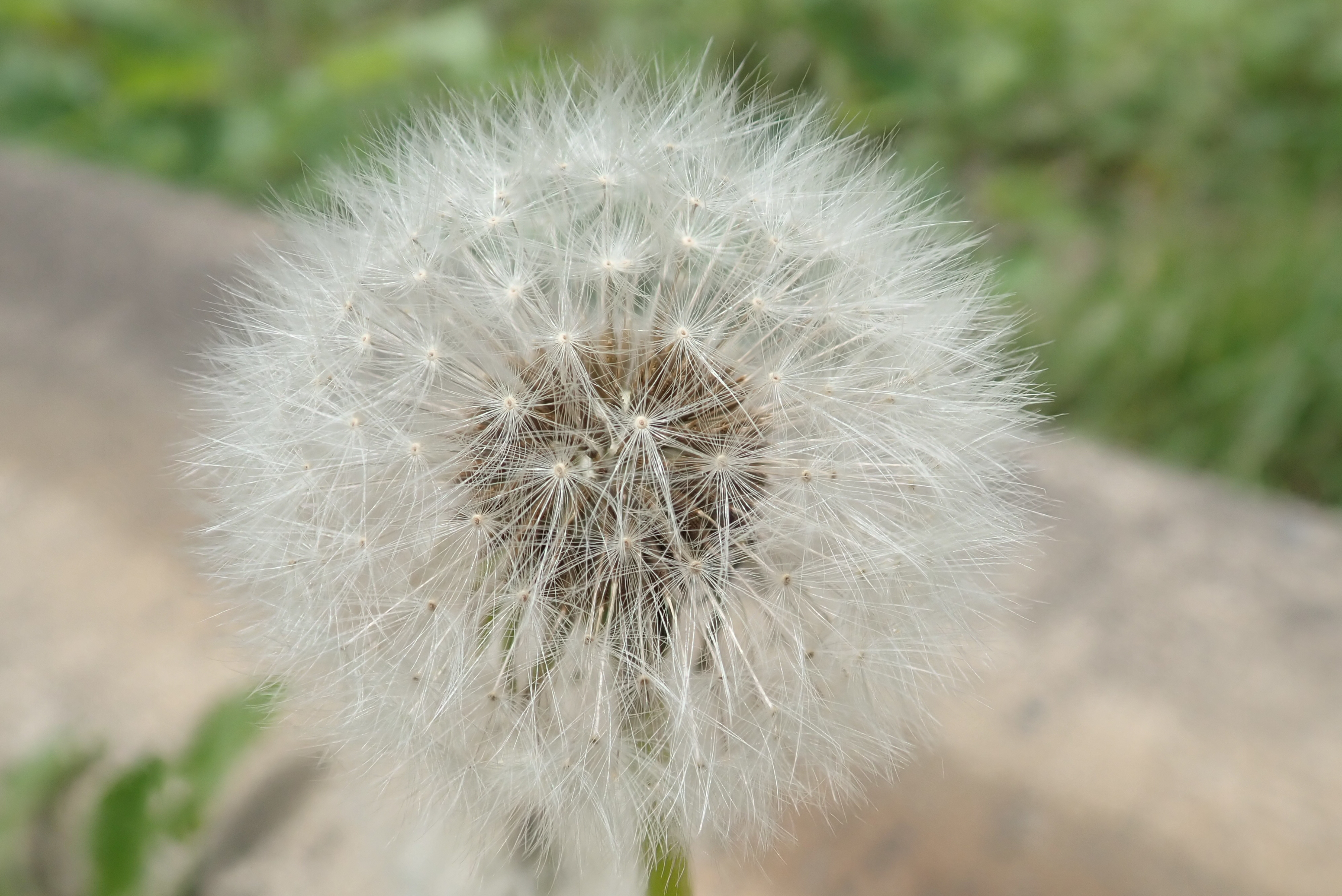
果実
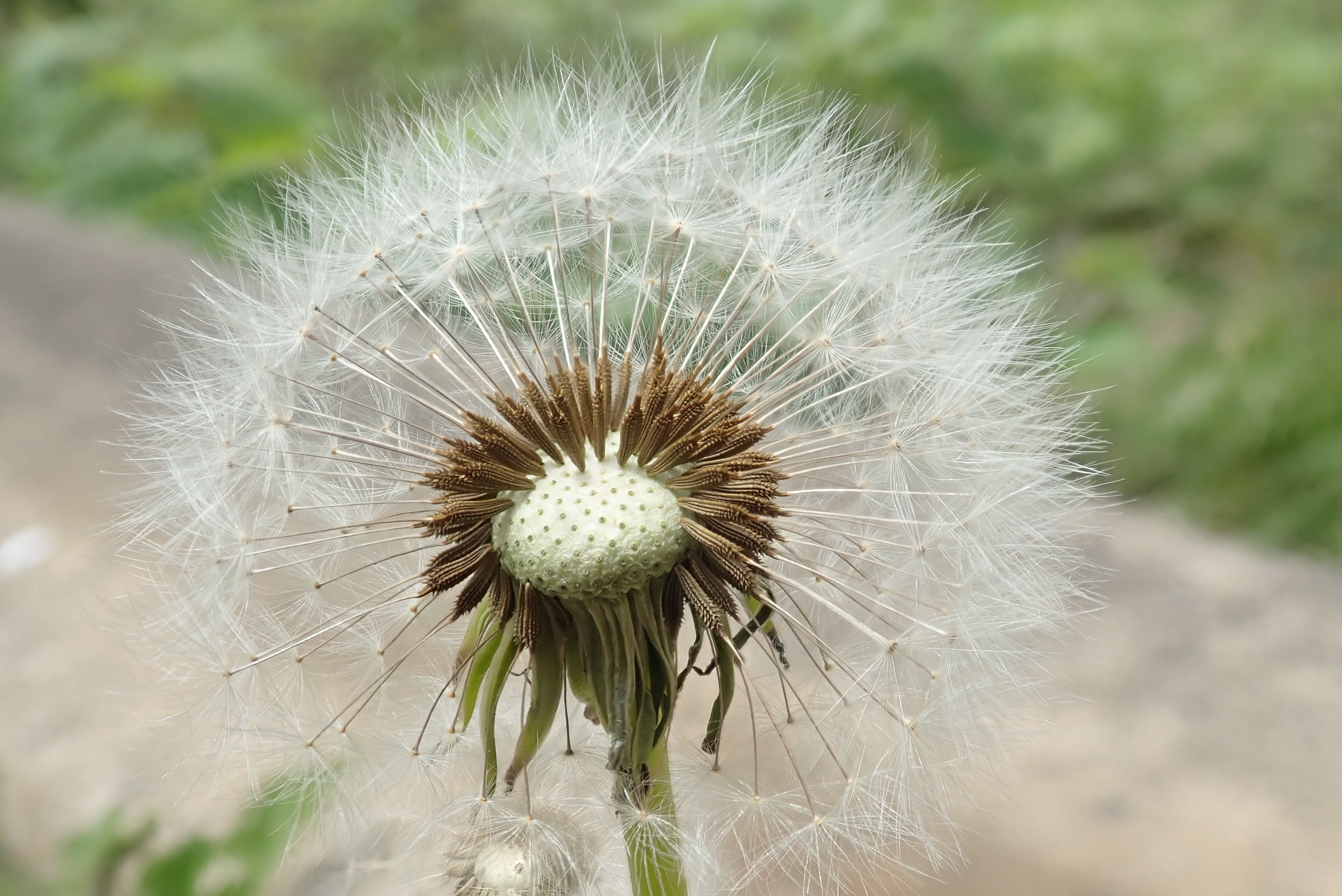
種
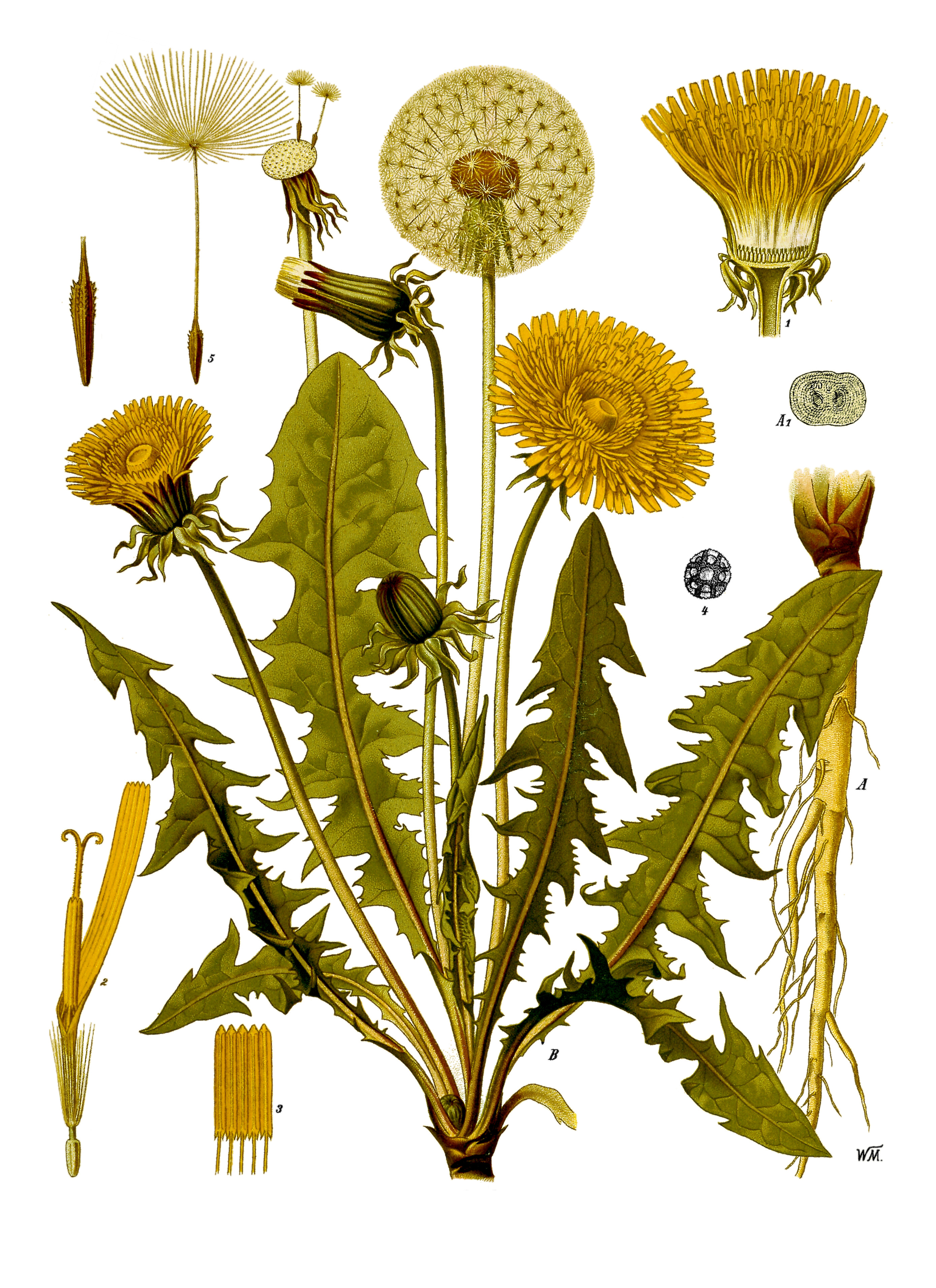

## 生態
多年草。葉や茎を切ると白いゴム質の乳液が分泌され、これによって虫に食べられるのを防いでいる。アレロパシー作用をもつといわれている。
根茎による繁殖力が強く、どの部分の切片からも出芽する。日本では、在来種（日本タンポポ）と違って、ほぼ一年中見ることができ、暖地では真冬でも花や綿毛も見ることが出来る。セイヨウタンポポには有性生殖を行う2倍体と無融合生殖を行う3倍体がある。また、また、2倍体・3倍体の他に4倍体と6倍体も確認されている。日本に定着したセイヨウタンポポは3倍体で、単為生殖で種子をつける。つまり、花粉に関係なく、種子が単独で熟してしまう。そのため繁殖力が強く、都市部を中心として日本各地に爆発的に分布を広げた理由の一つとされる。現在ではほぼ日本全国に広がっているが、古くからの田園風景の残る地域では在来種のタンポポが勢力を持っている。そのため、都市化の指標生物になるといわれている。

## 分類
ヨーロッパのタンポポの分類には諸説あり、タンポポ属だけでも種数は400種とも2000種ともいわれている。日本に侵入・定着している外来種タンポポは、セイヨウタンポポ以外にアカミタンポポ（Taraxacum laevigatum）が知られている。しかし、これらセイヨウタンポポやアカミタンポポについてはヨーロッパでは多数の種を含む節レベルの分類群として扱われており、種としては考えられていない。
また、最近になって日本では、セイヨウタンポポを含む外来タンポポと在来タンポポの雑種が発見され、新たな問題として注目されている。セイヨウタンポポは無融合生殖と呼ばれる単為発生であり、不完全な花粉しか作らないので雑種の形成はあり得ないと考えられていた。ところがセイヨウタンポポの作る花粉の中に、nや2nの染色体数のものができると、在来種のタンポポがそれと受粉して雑種ができる可能性があり、現にそれがあちこちに生育していることが確認された。日本のセイヨウタンポポの8割以上は在来タンポポとの雑種との報告がある。このような雑種では、総苞は中途半端に反り返るともいわれ、その区別は簡単ではない。雑種は反曲した総苞片の先端にこぶ状の突起があり、また総苞片の縁の毛も多い傾向があるといわれている。近年は在来タンポポのように総苞が反り返らないニセカントウタンポポ（Taraxacum sp.）と呼ばれるタンポポが関東地方を中心に確認され、雑種もしくは別系統の外来タンポポとする見解がある。
こうした分類の混乱や交雑の問題から、正確な種の実態はまだよくわかっておらず、これまでセイヨウタンポポとされていたものでも実際は複数の種が含まれている可能性が高い。そのため、近年は外来タンポポ群（Taraxacum spp.）としてひとくくりに扱われることが多い。

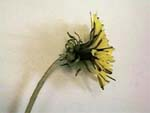
外来種の総苞
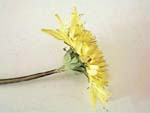
在来種の総苞
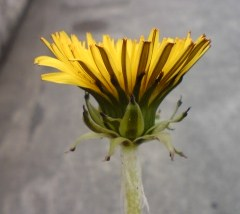
雑種の総苞（セイヨウタンポポ×カントウタンポポ）

## 外来種問題
日本では1904年に北アメリカから北海道の札幌市に導入され、全国に広がった（札幌農学校のアメリカ人教師ウィリアム・ブルックスが野菜として持ち込んだという説がある）。牧野富太郎は、1904年に「札幌ニ在テハ欧品大イニ路傍ニ繁殖セリト聞ケリ。…ツイニハ我邦全土ニ普ネキニ至ラン」と記し、後にセイヨウタンポポと命名した。牧野の予言は的中し、日本全土に広く雑草化した。
当初は外来タンポポが日本の在来タンポポを駆逐していると考えられていたが、多くの場合、外来タンポポと在来タンポポは住み分けていることがわかった。二次林では在来タンポポの割合が多く、造成地や市街地では雑種タンポポ（特に4倍体雑種）がほとんどを占めるという分布傾向がある。しかし、自然度の高い場所に外来タンポポが侵入した場合、在来のタンポポ類と競合・駆逐することが危惧され、北海道礼文島、島根県隠岐諸島、長野県上高地では駆除が行われている。
3倍体雑種は多様な葉緑体DNA持つクローンが多く、4倍体雑種ではほぼ同一の葉緑体DNA持つクローンであった。
現在の日本に定着しているセイヨウタンポポを含む3倍体の外来タンポポは在来タンポポとの間に交雑が発生しても遺伝子汚染にはならない。一方で、2倍体の外来タンポポが侵入した場合、同じく2倍体の在来タンポポと遺伝子汚染を引き起こす可能性があり、実際に東京湾岸地域の造成地に移入されたセイヨウタンポポ個体群に2倍体の個体が確認されている。

## 人間との関わり
花・茎・葉・根が利用され、食用、飲料用、ヘルスケア用、染色用、観賞用にされる。根にはコーヒーに似た香りと風味がある。欧米では「自然の薬局」といわれるほど、有用なハーブの一つとされている。英名のダンデライオンは、「ライオンの歯」の意味で、鋭いギザギザのある葉がその由来である。

### 食用
古くからヨーロッパや中東では食用に供されており、多少の苦味があるが若葉はサラダやハーブティーなどにする。葉は花が咲くと苦みが強くなる。さっと塩ゆでして、苦味がほどよく抜ける程度に水にさらし、おひたしや和え物にする。フランスで改良された生食用セイヨウタンポポもある。
また、根を乾燥させて炒ったものがコーヒーの代用品（たんぽぽコーヒー）として知られており、ノンカフェイン飲料として煎じて飲まれることにより、食欲増進や肝機能向上に効果があるとされる。花はキクに似た香りがあり、酢を加えた湯でさっと茹でて水にさらして食べる。アメリカ合衆国の一部では、花弁を自家製醸造酒（タンポポワイン）の原料として用いる。

### 薬用
薬草としては、ビタミン、鉄分、カリウムを含み、健胃、強壮、利尿、貧血、黄疸、神経症、血液の浄化に効果があるとされる。また、整腸作用や便秘改善、母乳の出をよくする搾乳作用があるといわれる。これらは、苦味成分のタラキサシンや食物繊維のイヌリンの効能と考えられている。インドの伝統医学アーユルヴェーダでは、リウマチや肝臓・胆嚢の不調などの体質改善に効果があるといわれている。乳液は虫よけや民間療法の疣取りに用いられる。ただし、胆道閉塞、腸閉塞、重篤な胆嚢炎に対して使用禁忌とされている。
花からは黄色や緑色の染料がとれる。

### メンデルの実験
遺伝の法則の発見で有名なグレゴール・ヨハン・メンデルはエンドウ豆を材料に遺伝法則を発見したが、彼がその次に選んだ材料はセイヨウタンポポだったという（英語版ではヤナギタンポポ属Hieracium）。ところがセイヨウタンポポでは、両親の形質に関係なく種子を作る側の形質が発現するため、大いに悩んだと言われる。セイヨウタンポポには、単独株で種子を作り単為生殖により発現する種と、受粉の交配により両親の形質が発現する種があり、現在でも十分に解明されていない。